# دهستان مشکان (خوشاب)
دهستان مشکان (دهستان دره‌یام پیشین)، دهستانی است از توابع شهرستان خوشاب استان خراسان رضوی ایران.

## جمعیت
جمعیت این دهستان بر اساس سرشماری سال ۱۳۹۵، ۱۵٬۳۴۵ نفر (۴٬۷۶۴ خانوار)
بوده‌است.